# Gottesackerkirche (Pößneck)

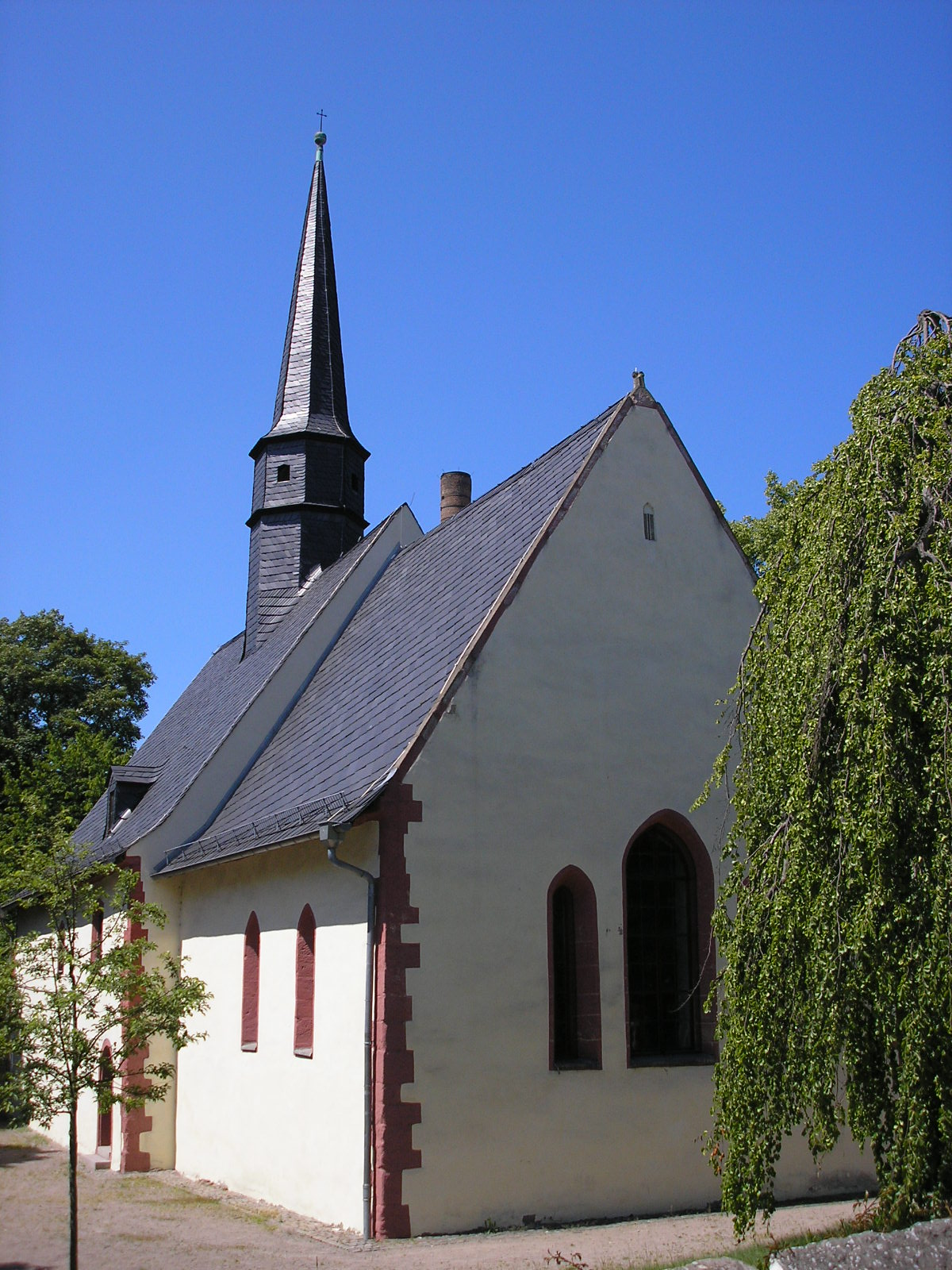
Gottesackerkirche

Die Gottesackerkirche, vormals St. Maria, steht in Pößneck, einer Stadt im Saale-Orla-Kreis in Thüringen.

## Beschreibung
Die kleine Saalkirche wurde erstmals 1497 als Kapelle erwähnt. Das heutige Gebäudeteil im Osten wurde schon im 13. Jahrhundert gebaut. Nachdem der Kirchfriedhof 1530 auf das Grundstück verlegt worden war, ist sie als Gottesackerkirche geweiht worden. Der etwas breitere Westteil wurde 1626 angebaut. Beide Gebäudeteile sind mit schiefergedeckten Satteldächern bedeckt, aus dem des Westteils erhebt sich ein verschieferter Dachreiter. Das rechteckige Kirchenschiff hat unterschiedliche Fenster, der Chor im Osten hat spitzbogige Fenster. Der Innenraum des Chors ist mit einem Tonnengewölbe, der des Kirchenschiffs ist mit einer Kassettendecke überspannt, deren ornamentale Malerei aus der 2. Hälfte des 16. Jahrhunderts verloren gegangen ist.
Die Kapelle wurde nach der Reformation als Friedhofskirche genutzt. Seit 1998 dient sie als Ausstellungs- und Veranstaltungsstätte.